# Мейер, Джошуа

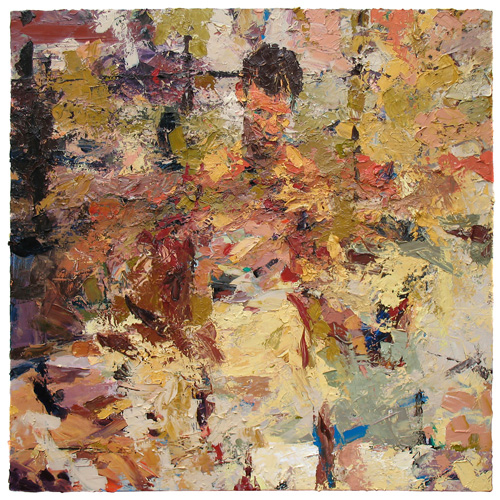
Поиск, (холст, масло, 2006), из коллекции Еврейского колледжа в Бостоне.

Джошуа Мейер (род. 1974, Лаббок, Техас, США) — американский художник, проживающий в Кембридже, штат Массачусетс. Получил степень бакалавра искусств в Йельском университете, также учился в Академии художеств и прикладного искусства Бецалель в Иерусалиме.
Мейер известен изображениями людей, написанными маслом, и процессом поиска, благодаря которому фигуры появляются, затихают, блуждают, теряются, экспериментируют и вновь возвращаются. Такое качество поиска характеризуется плотной текстурой, которая встречается во многих его работах, вдохновленных Альбертом Джакометти, Франком Ауэрбахом и Рембрандтом ван Рейном . Каждая картина рождается в результате борьбы и переосмысления.
Работы художника выставлялись в галереях и музеях США, Европы и Азии, включая его персональную выставку «Tohu vaVohu» в Еврейском колледже в Бостоне (2004 г.) и «Becoming» (2006 г.) в «Slifka Center» при Йельском университете и «Bronfman Center» при Нью-Йоркском университете. По словам профессора Еврейского колледжа Стивена Коупленда во введении к каталогу «Tohu vaVohu» (2004 г.): «Главные образы возникают из толстых слоев краски Мейера». «Он занимается судьбоносными вопросами, касающихся характера искусства и иудаизма, их перспектив, трудностей и проблем».
Образы Мейера играют в прятки со зрителем, часто растворяясь в краске. По словам Аллегры Гудман, во введении к каталогу выставки «Rustle, Sparkle, Flutter, Float» (2013 г.) люди, изображенные на его картинах, «раскроют себя, а затем исчезнут. Посмотрите на них поближе, и они рассеются». Эти фигуры неуловимы и будто погружены в себя. «Некоторые художники пытаются изобразить наш мир. Мейер изображает людей в их собственных мирах и приглашает нас посетить их».
Мейер получил грант фонда Поллока-Краснера, а также премию «Sustainable Arts Foundation» О картинах Мейера высоко отзывались в таких журналах, как «San Francisco Chronicle», «The Forward», «The Philadelphia Metro», «New Haven Register», «Art New England», «The Boston Phoenix» и «The Boston Globe».